# Giuseppe Dordoni
Giuseppe "Pino" Dordoni (28. června 1926 Piacenza – 24. října 1998 tamtéž) byl italský atlet, chodec, olympijský vítěz na 50 km chůze z roku 1952.

## Sportovní kariéra
Jako chodec začínal nejdříve na trati 20 km, později se orientoval na delší vzdálenosti. Na mistrovství Evropy v Bruselu v roce 1950 zvítězil v závodě na 50 km chůze. O dva roky později v Helsinkách vybojoval na stejné trati olympijské zlato. V následujících letech už takových úspěchů nedosáhl. Na olympiádě v Melbourne v roce 1956 skončil devátý v závodě na 20 km chůze, do cíle stejného závodu na evropském šampionátu o dva roky později došel jako šestý. Při svém posledním olympijském startu v Římě v roce 1960 skončil v závodě na 50 km chůze sedmý.
Po skončení aktivní kariéry se stal trenérem. Mezi jeho svěřence patřili mj. Abdon Pamich nebo Maurizio Damilano.